# Československá hokejová reprezentace v sezóně 1971/1972
Československá hokejová reprezentace v sezóně 1971/1972 sehrála celkem 36 zápasů.

## Přehled mezistátních zápasů
| Pořadí | Datum             | Soupeř    | Výsledek             | Soutěž                     | Místo utkání     |
| ------ | ----------------- | --------- | -------------------- | -------------------------- | ---------------- |
| 535.   | 7. září 1971      | Finsko    | 2:2 (0:1, 1:1, 1:0)  | přátelsky                  | Tampere          |
| 536.   | 9. září 1971      | Finsko    | 7:1 (2:0, 2:0, 3:1)  | přátelsky                  | Helsinky         |
| 537.   | 11. září 1971     | Švédsko   | 2:1 (1:1, 1:0, 0:0)  | přátelsky                  | Stockholm        |
| 538.   | 12. září 1971     | Švédsko   | 3:2 (0:0, 1:1, 2:1)  | přátelsky                  | Göteborg         |
| 539.   | 11. prosince 1971 | Švédsko   | 1:3 (0:2, 1:1, 0:0)  | přátelsky                  | Bratislava       |
| 540.   | 12. prosince 1971 | Švédsko   | 4:2 (2:0, 1:0, 1:1)  | přátelsky                  | Brno             |
| 541.   | 14. prosince 1971 | Švédsko   | 3:2 (0:0, 2:1, 1:1)  | přátelsky                  | Göteborg         |
| 542.   | 15. prosince 1971 | Švédsko   | 0:2 (0:0, 0:1, 0:1)  | přátelsky                  | Stockholm        |
| 543.   | 17. prosince 1971 | Švédsko   | 8:1 (4:1, 1:0, 3:0)  | Cena Izvestijí 1971        | Moskva           |
| 544.   | 18. prosince 1971 | SSSR      | 2:5 (0:1, 1:3, 1:1)  | Cena Izvestijí 1971        | Moskva           |
| 545.   | 20. prosince 1971 | Finsko    | 1:0 (1:0, 0:0, 0:0)  | Cena Izvestijí 1971        | Moskva           |
| 546.   | 21. prosince 1971 | SSSR      | 3:1 (1:1, 2:0, 0:0)  | přátelsky                  | Moskva           |
| 547.   | 11. ledna 1972    | NDR       | 8:2 (3:0, 3:2, 2:0)  | přátelsky                  | České Budějovice |
| 548.   | 12. ledna 1972    | NDR       | 7:2 (3:1, 3:1, 1:0)  | přátelsky                  | Jihlava          |
| 549.   | 28. ledna 1972    | Švýcarsko | 7:2 (2:1, 2:1, 3:0)  | Předolympijský turnaj 1972 | Tokio            |
| 550.   | 29. ledna 1972    | USA       | 4:1 (0:1, 2:0, 2:0)  | Předolympijský turnaj 1972 | Tokio            |
| 551.   | 3. února 1972     | Japonsko  | 8:2 (1:0, 4:1, 3:1)  | Zimní olympijské hry 1972  | Sapporo          |
| 552.   | 5. února 1972     | Polsko    | 14:1 (5:0, 3:1, 6:0) | Zimní olympijské hry 1972  | Sapporo          |
| 553.   | 7. února 1972     | USA       | 1:5 (1:1, 0:3, 0:1)  | Zimní olympijské hry 1972  | Sapporo          |
| 554.   | 8. února 1972     | Finsko    | 7:1 (1:0, 3:0, 3:1)  | Zimní olympijské hry 1972  | Sapporo          |
| 555.   | 10. února 1972    | Švédsko   | 2:1 (0:0, 0:0, 2:1)  | Zimní olympijské hry 1972  | Sapporo          |
| 556.   | 13. února 1972    | SSSR      | 2:5 (0:2, 1:2, 1:1)  | Zimní olympijské hry 1972  | Sapporo          |
| 557.   | 24. března 1972   | Švýcarsko | 16:0 (5:0, 6:0, 5:0) | přátelsky                  | Ústí nad Labem   |
| 558.   | 25. března 1972   | Švýcarsko | 9:2 (2:0, 1:1, 6:1)  | přátelsky                  | Praha            |
| 559.   | 31. března 1972   | SRN       | 7:0 (2:0, 4:0, 1:0)  | přátelsky                  | Ústí nad Labem   |
| 560.   | 4. dubna 1972     | SRN       | 12:1 (4:1, 2:0, 6:0) | přátelsky                  | Praha            |
| 561.   | 7. dubna 1972     | Švýcarsko | 19:1 (5:0, 8:0, 6:1) | Mistrovství světa 1972     | Praha            |
| 562.   | 9. dubna 1972     | Švédsko   | 4:1 (2:0, 1:0, 1:1)  | Mistrovství světa 1972     | Praha            |
| 563.   | 10. dubna 1972    | SRN       | 8:1 (1:1, 2:0, 5:0)  | Mistrovství světa 1972     | Praha            |
| 564.   | 12. dubna 1972    | SSSR      | 3:3 (2:0, 0:1, 1:2)  | Mistrovství světa 1972     | Praha            |
| 565.   | 14. dubna 1972    | Finsko    | 5:3 (1:1, 2:1, 2:1)  | Mistrovství světa 1972     | Praha            |
| 566.   | 16. dubna 1972    | Švýcarsko | 12:2 (3:1, 5:0, 4:1) | Mistrovství světa 1972     | Praha            |
| 567.   | 17. dubna 1972    | Švédsko   | 2:0 (0:0, 2:0, 0:0)  | Mistrovství světa 1972     | Praha            |
| 568.   | 18. dubna 1972    | SRN       | 8:1 (3:1, 3:0, 2:0)  | Mistrovství světa 1972     | Praha            |
| 569.   | 20. dubna 1972    | SSSR      | 3:2 (2:0, 1:2, 0:0)  | Mistrovství světa 1972     | Praha            |
| 570.   | 22. dubna 1972    | Finsko    | 8:2 (2:0, 3:2, 3:0)  | Mistrovství světa 1972     | Praha            |

## Bilance sezóny 1971/72
| Soupeř    | Zápasy | Výhry | Remízy | Prohry | Skóre  |
| --------- | ------ | ----- | ------ | ------ | ------ |
| Finsko    | 6      | 5     | 1      | 0      | 30:9   |
| Japonsko  | 1      | 1     | 0      | 0      | 8:2    |
| NDR       | 2      | 2     | 0      | 0      | 15:4   |
| Polsko    | 1      | 1     | 0      | 0      | 14:1   |
| SRN       | 4      | 4     | 0      | 0      | 35:3   |
| SSSR      | 5      | 2     | 1      | 2      | 13:16  |
| Švédsko   | 10     | 8     | 0      | 2      | 29:15  |
| Švýcarsko | 5      | 5     | 0      | 0      | 63:7   |
| USA       | 2      | 1     | 0      | 1      | 5:6    |
| Celkem    | 36     | 29    | 2      | 5      | 212:63 |

## Další zápasy reprezentace
| Datum           | Soupeř                 | Výsledek             | Soutěž                         | Místo utkání |
| 13. srpna 1971  | Československo jun.    | 4:4 (3:1, 0:1, 1:2)  | Hokejový turnaj v Opavě 1971   | Opava        |
| 16. srpna 1971  | Slezan Opava           | 10:2 (2:1, 5:0, 3:1) | Hokejový turnaj v Opavě 1971   | Opava        |
| 18. srpna 1971  | Československo B       | 2:11 (0:1, 1:5, 1:5) | Hokejový turnaj v Opavě 1971   | Opava        |
| 25. ledna 1972  | Suko Manai             | 22:1                 | přátelsky                      | Sapporo      |
| 26. ledna 1972  | výběr ostrova Hokkaidó | 21:1                 | přátelsky                      | Sapporo      |
| 14. června 1972 | Dukla Jihlava          | 7:2 (2:0, 1:0, 4:1)  | Hokejový turnaj v Karviné 1972 | Karviná      |
| 15. června 1972 | Baník Karviná          | 4:1 (0:0, 0:1, 4:0)  | Hokejový turnaj v Karviné 1972 | Karviná      |
| 16. června 1972 | Československo B       | 3:3 (1:0, 2:0, 0:3)  | Hokejový turnaj v Karviné 1972 | Karviná      |
| 18. června 1972 | Dukla Jihlava          | 5:3 (4:0, 1:2, 0:1)  | Hokejový turnaj v Karviné 1972 | Karviná      |
| 19. června 1972 | Baník Karviná          | 9:1 (5:0, 3:0, 1:1)  | Hokejový turnaj v Karviné 1972 | Karviná      |
| 20. června 1972 | Československo B       | 4:2 (1:1, 1:0, 2:1)  | Hokejový turnaj v Karviné 1972 | Karviná      |

## Přátelské mezistátní zápasy
Československo –  Finsko 2:2 (0:1, 1:1, 1:0)
7. září 1971 – Tampere

Branky a nahrávky Československa: 39:48 Bohuslav Šťastný, 51. Jiří Kochta (Jiří Holík).

Branky a nahrávky Finska: 20. Lauri Mononen, 29. Pekka Leimu.

Rozhodčí: Viktor Dombrovskij (URS), Södergren (SWE)
ČSSR: Jiří Holeček – Jan Suchý, Rudolf Tajcnár, Oldřich Machač, František Pospíšil, Jiří Bubla, Josef Horešovský – Jiří Kochta, Václav Nedomanský, Jiří Holík – Eduard Novák, Richard Farda, Josef Černý – Vladimír Martinec, Ivan Hlinka, Bohuslav Šťastný
Finsko: Jorma Valtonen – Juha Rantasila, Heikki Järn, Seppo Lindström, Ilpo Koskela, Pekka Marjamäki, Hannu Luojola – Lauri Mononen, Seppo Repo, Esa Peltonen – Matti Keinonen, Matti Murto, Pekka Leimu – Jorma Vehmanen, Esa Isaksson, Juhani Tamminen.
 Československo –  Finsko 7:1 (2:0, 2:0, 3:1)
9. září 1971 – Helsinky

Branky a nahrávky Československa: 7. Jan Havel (Milan Nový), 17. Jan Havel, 22. Eduard Novák (Richard Farda), 32. Milan Nový, 46. Jan Suchý (Milan Nový), 48. Vladimír Martinec, 54. Bohuslav Šťastný (Eduard Novák).

Branky a nahrávky Finska: 41. Seppo Repo (Lauri Mononen).

Rozhodčí: Viktor Dombrovskij (URS), Södergren (SWE)

Vyloučení: 3:2 (využití 1:0)
ČSSR: Marcel Sakáč – Jan Suchý, Rudolf Tajcnár, Oldřich Machač, František Pospíšil, Jiří Bubla, Josef Horešovský – Eduard Novák, Richard Farda, Josef Černý – Vladimír Martinec, Ivan Hlinka, Bohuslav Šťastný – Jan Havel, Milan Nový, Lubomír Bauer
Finsko: Stig Wetzell – Juha Rantasila, Heikki Riihiranta, Seppo Lindström, Ilpo Koskela, Pekka Marjamäki, Heikki Järn – Lauri Mononen, Seppo Repo, Esa Peltonen – Matti Keinonen, Matti Murto, Pekka Leimu – Jorma Thusberg, Esa Isaksson, Harri Linnonmaa.
 Československo –  Švédsko  2:1 (1:1, 1:0, 0:0)
11. září 1971 – Stockholm

Branky a nahrávky Československa: 18:06 Lubomír Bauer (Milan Nový), 35:45 Lubomír Bauer (Milan Nový).

Branky a nahrávky Švédska: 9:51 Inge Hammarström (Lars Göran Nilsson).

Rozhodčí: Viktor Dombrovskij (GDR), Unto Viitala (FIN)

Vyloučení: 3:0 (využití 0:1)
ČSSR: Jiří Holeček - Jan Suchý, Rudolf Tajcnár, Jiří Bubla, Josef Horešovský, Oldřich Machač, František Pospíšil – Jiří Kochta, Václav Nedomanský, Jiří Holík - Vladimír Martinec, Ivan Hlinka, Bohuslav Šťastný - Jan Havel, Milan Nový, Lubomír Bauer.
Švédsko: Christer Andersson - Thommie Bergman, Thommy Abrahamsson, Stig Östling, Karl-Johan Sundqvist, Börje Salming, Stig Salming - Inge Hammarström, Håkan Wickberg, Lars Göran Nilsson - Mats Lindh, Anders Hedberg, Hans Hansson - Håkan Pettersson, Stefan Karlsson, Ake Söderberg.
 Československo –  Švédsko  3:2 (0:0, 1:1, 2:1)
12. září 1971 – Göteborg

Branky a nahrávky Československa: 34:38 Milan Nový (Lubomír Bauer), 48:18 Eduard Novák (Richard Farda), 53:14 Václav Nedomanský (Jiří Holík).

Branky a nahrávky Švédska: 21:56 Hans Hansson, 51:37 Lars-Göran Nilsson (Håkan Wickberg).

Rozhodčí: Viktor Dombrovskij (GDR), Unto Viitala (FIN)

Vyloučení: 2:1 (využití 0:0)
ČSSR: Marcel Sakáč - Jan Suchý, Rudolf Tajcnár, Oldřich Machač, František Pospíšil, Jiří Bubla, Josef Horešovský – Jiří Kochta, Václav Nedomanský, Jiří Holík - Eduard Novák, Richard Farda, Josef Černý – Jan Havel, Milan Nový, Lubomír Bauer.
Švédsko: Christer Andersson - Thommie Bergman, Thommy Abrahamsson, Stig Östling, Karl-Johan Sundqvist, Börje Salming, Stig Salming - Inge Hammarström, Håkan Wickberg, Lars-Göran Nilsson - Mats Lindh, Anders Hedberg, Hans Hansson - Håkan Pettersson, Stefan Karlsson, Soderberg.
 Československo –  Švédsko 1:3 (0:2, 1:1, 0:0)
11. prosince 1971 – Bratislava

Branky a nahrávky Československa: 35:10 Bohuslav Šťastný.

Branky a nahrávky Švédska: 5:50 Mats Åhlberg (Håkan Pettersson), 14:10 Lars-Göran Nilsson (Hans Hansson), 37:24 Håkan Wickberg (Lennart Svedberg).

Rozhodčí: Viktor Dombrovskij (URS), Josef Kompalla (FRG)

Vyloučení: 2:4 (využití 1:1) navíc Jiří Holík na 10 minut.
ČSSR: Vladimír Dzurilla – Josef Horešovský, Rudolf Tajcnár, Oldřich Machač, František Pospíšil, Jiří Bubla, Karel Vohralík - Jiří Kochta, Václav Nedomanský, Lubomír Bauer - Josef Paleček (41. Eduard Novák), Jaroslav Holík, Jiří Holík - Vladimír Martinec, Ivan Hlinka, Bohuslav Šťastný.
Švédsko: Leif Holmqvist – Lennart Svedberg, Kjell-Rune Milton, Stig Östling, Thomas Abrahamsson,Thomas Bergman, Bert-Ola Nordlander - Inge Hammarström, Hakan Wickberg, Tord Lundström – Hans Hansson, Mats Åhlberg, Lars-Göran Nilsson - Stig-Göran Johansson, Björn Palmqvist, Hakan Pettersson.
 Československo –  Švédsko 4:2 (2:0, 1:0, 1:1)
12. prosince 1971 – Brno

Branky a nahrávky Československa: 1:31 Jiří Kochta (Václav Nedomanský), 15:01 Richard Farda (Oldřich Machač), 35:03 Jiří Kochta (František Pospíšil), 57:24 Vladimír Martinec (František Pospíšil).

Branky a nahrávky Švédska: 41:11 Hakan Wickberg (Thommy Abrahamsson), 58:39 Inge Hammarström (Thommy Abrahamsson).

Rozhodčí: Viktor Dombrovskij (URS), Josef Kompalla (FRG)

Vyloučení: 4:2 (využití 0:1)
ČSSR: Jiří Holeček – Vladimír Bednář, Rudolf Tajcnár, Oldřich Machač, František Pospíšil, Jiří Bubla, Josef Horešovský – Jiří Kochta, Václav Nedomanský, Jiří Holík – Eduard Novák, Richard Farda, Josef Černý – Vladimír Martinec, Ivan Hlinka, Bohuslav Šťastný.
Švédsko: Christer Abrahamsson – Stig Östling, Thomas Abrahamsson, Bert-Ola Nordlander, Lennart Svedberg, Thomas Bergman, Kjell-Rune Milton – Inge Hammarström, Hakan Wickberg, Tord Lundström – Stig-Göran Johansson, Mats Åhlberg, Lars-Göran Nilsson – Hans Hansson, Stefan Karlsson, Hakan Pettersson.
 Československo –  Švédsko 3:2 (0:0, 2:1, 1:1)
14. prosince 1971 – Göteborg

Branky a nahrávky Československa: 23:32 Jiří Holík (Jaroslav Holík), 30:22 Josef Paleček (Jiří Holík), 51:33 Jaroslav Holík (Josef Horešovský).

Branky a nahrávky Švédska: 25:52 Hans Lindberg (Stefan Carlsson), 52:10 Hakan Wickberg.

Rozhodčí: Josef Kompalla (FRG), Alexej Reznikov (URS)

Vyloučení: 3:4 (využití 0:1)
ČSSR: Vladimír Dzurilla – Vladimír Bednář, Rudolf Tajcnár, Oldřich Machač, František Pospíšil, Jiří Bubla, Josef Horešovský – Jiří Kochta, Václav Nedomanský, Lubomír Bauer – Eduard Novák, Richard Farda, Josef Černý – Josef Paleček, Jaroslav Holík, Jiří Holík.
Švédsko: Christer Abrahamsson – Lars-Erik Sjöberg, Lennart Svedberg, Kjell-Rune Milton, Thomas Bergman, Stig Östling, Thomas Abrahamsson – Stefan Carlsson, Hakan Wickberg, Tord Lundström – Inge Hammarström, Mats Lindh, Hakan Pettersson – Hans Lindberg, Björn Palmqvist, Lars-Göran Nilsson.
 Československo –  Švédsko 0:2 (0:0, 0:1, 0:1)
15. prosince 1971 – Stockholm

Branky a nahrávky Švédska: 32:35 Hans Lindberg (Stig Östling), 53:39 Björn Palmqvist (Stig-Göran Johansson).

Rozhodčí: Jurij Karandin (URS), Viktor Dombrovskij (URS)

Vyloučení: 3:1 (využití 0:0)
ČSSR: Jiří Holeček – Karel Vohralík,  Jiří Bubla, Oldřich Machač, František Pospíšil, Vladimír Bednář, Rudolf Tajcnár, Josef Horešovský - Josef Paleček, Jaroslav Holík, Jiří Holík - Eduard Novák, Richard Farda (41. Milan Nový), Josef Černý (41. Lubomír Bauer) – Vladimír Martinec, Ivan Hlinka, Bohuslav Šťastný.
Švédsko: Leif Holmqvist – Bert-Ola Nordlander, Kjell-Rune Milton, Lars-Erik Sjöberg, Stig Östling, Thomas Bergman, Thomas Abrahamsson – Inge Hammarström, Hakan Wickberg, Tord Lundström – Hans Lindberg, Mats Åhlberg, Lars-Göran Nilsson - Stig-Göran Johansson, Björn Palmqvist, Hans Hansson.
 Československo –  SSSR 	3:1 (1:1, 2:0, 0:0)
21. prosince 1971 – Moskva

Branky a nahrávky Československa: 19. Jiří Kochta (Václav Nedomanský), 26. Ivan Hlinka (Vladimír Martinec), 35. Vladimír Martinec.

Branky a nahrávky SSSR: 17. Vladimir Šadrin (Jevgenij Zimin).

Rozhodčí: Len Gagnon (USA), Andersson (SWE)

Vyloučení: 4:3 (využití 0:0)
ČSSR: Jiří Holeček – Rudolf Tajcnár, Vladimír Bednář, Josef Horešovský, Jiří Bubla, František Pospíšil, Oldřich Machač – Jiří Kochta, Václav Nedomanský, Jiří Holík – Vladimír Martinec, Ivan Hlinka, Bohuslav Šťastný – Josef Paleček, Milan Nový, Lubomír Bauer.
SSSR: Viktor Konovalenko – Valerij Vasiljev, Vitalij Davydov, Gennadij Cygankov, Jurij Ljapkin, Viktor Kuzkin, Vladimir Lutčenko – Anatolij Motovilov, Alexandr Malcev, Valerij Charlamov – Alexandr Martyňuk, Vladimir Šadrin, Jevgenij Zimin – Boris Michajlov, Vladimir Petrov, Jurij Blinov.
 Československo –  NDR 	8:2 (3:0, 3:2, 2:0)
11. ledna 1972 – České Budějovice

Branky Československa: 3. Bohuslav Šťastný, 10. Eduard Novák, 12. Jiří Bubla, 29. Václav Nedomanský, 39. Eduard Novák, 40. Vladimír Martinec, 46. Ivan Hlinka, 58. Eduard Novák

Branky NDR: 28. Rüdiger Noack, 37. Rüdiger Noack.

Rozhodčí: Jan Wycisk (POL), Heini Ehrensberger (SUI)

Vyloučení: 1:2 (1:0)
ČSSR: Jiří Holeček – Vladimír Bednář, Rudolf Tajcnár, Oldřich Machač, Karel Vohralík, Josef Horešovský, Jiří Bubla – Jiří Kochta, Václav Nedomanský, Jiří Holík – Eduard Novák, Richard Farda, Josef Černý – Vladimír Martinec, Ivan Hlinka, Bohuslav Šťastný.
NDR: Joachim Hurbanek – Bernd Karrenbauer, Helmut Novy, Dietmar Peters, Frank Braun, Ralf Thomas, Hans Schmidt – Rolf Bielas, Peter Slapke, Reinhard Karger – Rüdiger Noack, Rainer Patschinski, Joachim Stasche – Hartmut Nickel, Peter Prusa, Jürgen Breitschuh.
 Československo –  NDR 	7:2 (3:1, 3:1, 1:0)
12. ledna 1972 – Jihlava

Branky Československa: 2. Josef Černý, 15. Jiří Kochta, 17. Vladimír Bednář, 25. Ivan Hlinka, 33. Ivan Hlinka, 38. Josef Horešovský, 54. Richard Farda.

Branky NDR: 17. Dieter Huschto, 32. Rolf Bielas.

Rozhodčí: Jan Wycisk (POL), Heini Ehrensberger (SUI)

Vyloučení: 5:6 (1:0)
ČSSR: Vladimír Dzurilla – Vladimír Bednář, Rudolf Tajcnár, Miroslav Daněk, Karel Vohralík, Josef Horešovský, Jiří Bubla – Jiří Kochta, Jaroslav Holík, Jiří Holík – Eduard Novák, Richard Farda, Josef Černý – Vladimír Martinec, Ivan Hlinka, Bohuslav Šťastný.
NDR: Wolfgang Fischer – Bernd Karrenbauer, Helmut Novy, Dietmar Peters, Hans Schmidt, Ralf Thomas, Hartwig Schur - Rolf Bielas, Peter Slapke, Dieter Huschto - Rüdiger Noack, Rainer Patschinski, Joachim Stasche – Hartmut Nickel, Peter Prusa, Roland Peters - Reinhard Karger, Jürgen Breitschuh.
 Československo –  Švýcarsko 	16:0 (5:0, 6:0, 5:0)
24. března 1972 – Ústí nad Labem

Branky Československa: 1. Jan Klapáč, 10. Jaroslav Holík, 14. Jaroslav Holík, 15. Václav Nedomanský, 18. Josef Horešovský, 24. Jan Klapáč, 27. Jiří Holík, 28. Július Haas, 31. Jaroslav Holík, 34. Vladimír Martinec, 37. Milan Kužela, 49. Jiří Kochta, 50. Josef Paleček, 54. Richard Farda, 54. Josef Paleček, 55. Jaroslav Holík.

Rozhodčí: Richard Hajný (TCH), Miloš Pláteník (TCH)

Vyloučení: 1:2 (využití 1:0)
ČSSR: Jiří Holeček – Oldřich Machač, František Pospíšil, Milan Kužela, Rudolf Tajcnár, Jiří Bubla, Josef Horešovský – Jan Klapáč, Jaroslav Holík, Jiří Holík – Július Haas, Václav Nedomanský, Jiří Kochta – Vladimír Martinec, Ivan Hlinka, Bohuslav Šťastný – Josef Paleček, Richard Farda.
Švýcarsko: Alfio Molina (Gérard Rigolet) – Gaston Furrer, Charles Henzen, Peter Äschlimann, René Huguenin – Francis Reinhard, Michel Türler, Gérard Dübi – Velli Lüthi, Paul Probst, Hans Keller – Guy Dubois, Robert Chappot, René Berra – Walter Dürst, Heini Jenni
 Československo –  Švýcarsko 	9:2 (2:0, 1:1, 6:1)
25. března 1972 – Praha

Branky Československa: 3. Václav Nedomanský, 8. Vladimír Martinec, 37. Bohuslav Šťastný, 41. Josef Horešovský, 45. Jiří Kochta, 46. Jiří Holík, 47. Jiří Kochta, 54. Bohuslav Šťastný, 56. Richard Farda.

Branky Švýcarska: 40. René Huguenin, 58. Anton Neininger.

Rozhodčí: Rudolf Baťa (TCH), Zdeněk Kořínek (TCH)

Vyloučení: 2:7 (využití 1:0, v oslabení 1:0)
ČSSR: Vladimír Dzurilla – František Pospíšil, Vladimír Bednář, Milan Kužela, Rudolf Tajcnár, Karel Vohralík, Josef Horešovský – Jan Klapáč (41. Josef Paleček), Jaroslav Holík (41. Richard Farda), Jiří Holík – Július Haas, Václav Nedomanský, Jiří Kochta – Vladimír Martinec, Bedřich Brunclík, Bohuslav Šťastný.
Švýcarsko: Gérard Rigolet – Gaston Furrer, Charles Henzen, Peter Äschlimann, René Huguenin – Velli Lüthi, Paul Probst, Anton Neininger – Guy Dubois, Robert Chappot, René Berra – Francis Reinhard, Michel Türler, Gérard Dübi.
 Československo –  SRN 	7:0 (2:0, 4:0, 1:0)
31. března 1972 – Ústí nad Labem

Branky a nahrávky Československa: 11. Jiří Kochta (Václav Nedomanský), 20. Ivan Hlinka, 31. Oldřich Machač, 34. Vladimír Martinec (Ivan Hlinka), 37. Václav Nedomanský, 39. vlastní (Jiří Bubla), 49. Vladimír Martinec.

Rozhodčí: Miloš Pláteník (TCH), Vojtěch Pochop (TCH)

Vyloučení: 3:6 (vyloučení 4:0) navíc Josef Völk na 5 minut.
ČSSR: Jiří Holeček – Oldřich Machač, František Pospíšil, Milan Kužela (30. Vladimír Bednář), Rudolf Tajcnár, Jiří Bubla, Josef Horešovský – Jan Klapáč, Jaroslav Holík (36. Richard Farda), Jiří Holík – Jiří Kochta, Václav Nedomanský, Július Haas – Vladimír Martinec, Ivan Hlinka, Bohuslav Šťastný - Josef Paleček. 
SRN: Anton Kehle – Rudolf Thanner, Josef Völk, Paul Langner, Hans Schichtl, Harald Kadow, Otto Schneitberger – Alois Schloder, Gustav Hanig, Bernd Kuhn – Johann Eimannsberger, Lorenz Funk, Hans Rothkirch – Karl Egger, Erich Kühnhackl, Rainer Phillip.
 Československo –  SRN 12:1 (4:1, 2:0, 6:0)
4. dubna 1972 – Praha

Branky a nahrávky Československa: 3. Ivan Hlinka (Josef Horešovský), 5. Jiří Kochta (Václav Nedomanský), 10. Jaroslav Holík (Jiří Holík), 20. Jaroslav Holík, 29. Jiří Kochta (Július Haas), 38. Jan Klapáč (Jiří Holík), 46. Josef Horešovský, 49. Vladimír Martinec (Josef Horešovský), 54. Richard Farda, 55. Oldřich Machač, 55. František Pospíšil, 57. Vladimír Martinec.

Branky a nahrávky Německa: 7. Erich Kühnhackl.

Rozhodčí: Aleš Pražák (TCH), Michal Bucala (TCH)

Vyloučení: 2:3 (využití 2:0)
ČSSR: Vladimír Dzurilla – Oldřich Machač, František Pospíšil, Milan Kužela, Jiří Bubla, Josef Horešovský, Vladimír Bednář – Jan Klapáč, Jaroslav Holík, Jiří Holík – Jiří Kochta, Václav Nedomanský, Július Haas – Vladimír Martinec, Ivan Hlinka, Bohuslav Šťastný – Josef Paleček, Richard Farda.
SRN: Rainer Makatsch – Rudolf Thanner, Josef Völk, Paul Langner, Hans Schichtl, Harald Kadow, Otto Schneitberger, Michael Eibl – Alois Schloder, Gustav Hanig, Bernd Kuhn – Karl Egger, Lorenz Funk, Hans Rothkirch – Anton Hofherr, Rainer Phillip - Reinhold Bauer, Anton Pohl.